# Nocera Inferiore
För stadsdelen i Rijeka i Kroatien vars italienska namn är Nocera Inferiore, se Orehovica, Rijeka.
Nocera Inferiore (latin Nuceria Alfaterna) är en liten stad och kommun i provinsen Salerno i regionen Kampanien i södra Italien. Staden, som ligger 38 km söder om Neapel, hade 45 784 invånare (2017).